# Marcão (ur. 1965)
Marcão, właśc. Marco Antônio de Almeida Ferreira (ur. 20 grudnia 1965) – brazylijski piłkarz występujący na pozycji obrońcy.

## Kariera piłkarska
Od 1986 do 1999 roku występował w Athletico Paranaense, Guarani FC, Santa Cruz, Mogi Mirim, Paraná Clube, SC Internacional, Kashiwa Reysol, Internacional Limeira i Brasil Pelotas.